# Leptocera decimsetosa
Leptocera decimsetosa är en tvåvingeart som beskrevs av Richards 1931. Leptocera decimsetosa ingår i släktet Leptocera och familjen hoppflugor. Inga underarter finns listade i Catalogue of Life.